# Belize

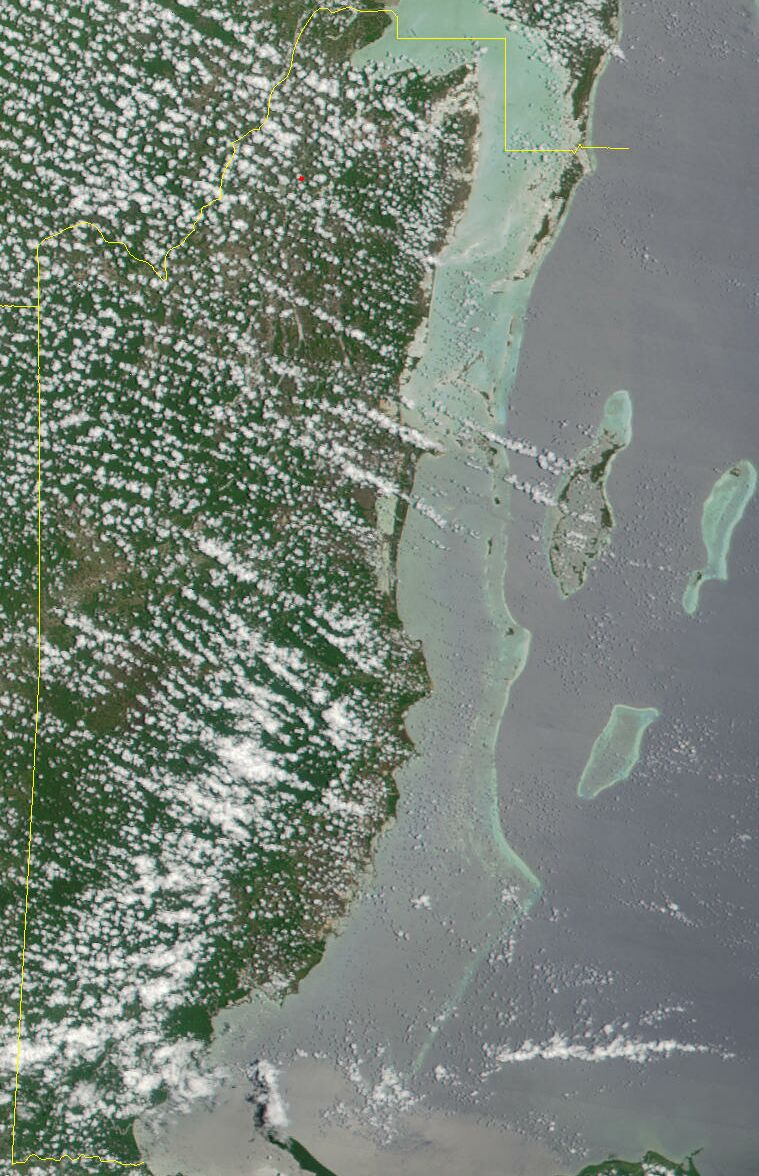
Satellitenbild von Belize

Belize [beˈliːz] ist ein Staat in Zentralamerika, der 1981 aus der Kolonie Britisch-Honduras entstand. Internationale Grenzen bestehen zu Mexiko und Guatemala.
Belize ist der einzige zentralamerikanische Staat, in dem Englisch Amtssprache ist. Etwa ein Drittel der Bevölkerung hat afrikanische Vorfahren. Die Kultur des Landes ist von den Maya beeinflusst. Als Belize 1981 seine Unabhängigkeit erhalten hatte, wurde es Mitglied des Commonwealth of Nations.

## Geographie
Belize liegt im Südosten der Halbinsel Yucatán. Es grenzt im Norden an Mexiko, im Westen an Guatemala und im Osten an das Karibische Meer. Als einziges Land Zentralamerikas hat es keinen Zugang zum Pazifik.
Bis auf die Mayaberge im Landesinneren mit bis zu 1124 m (Doyle’s Delight) ist Belize leicht hügelig bis eben. Das Land von der Größe von Mecklenburg-Vorpommern ist nach El Salvador der zweitkleinste Staat des amerikanischen Kontinents. Trotzdem ist es landschaftlich sehr vielfältig gegliedert.
| Grenze mit              | Länge  |
| ----------------------- | ------ |
| Guatemala               | 266 km |
| Mexiko                  | 250 km |
| insgesamt*              | 902 km |
| * inklusive Küstenlinie |        |

Große Teile des Nordens nimmt ein stark gegliedertes Hügelland aus Kreidekalken ein, das kaum höher als 100 m über dem Meeresspiegel liegt und mit Palmsavannen bestanden ist. Sumpfige Schwemmebenen erstrecken sich bis zu 75 km (im Norden) von der lagunenreichen Küste ins Landesinnere.
Zentral-Belize besteht aus sandigem Boden, es ist das Land der Savannen. Rund 48 Kilometer südwestlich von Belize City steigt das Land auf 460 bis 1120 Meter über dem Meeresspiegel an: Der Mountain Pine Ridge und die Maya Mountains liegen hier. Reichhaltige Niederschläge lassen zahlreiche Bäche entspringen, die aus den Höhen im Nordwesten den Macal River speisen. Der Macal River und der Mopan River vereinen sich schließlich und bilden die Hauptzuflüsse des Belize River.
Im Süden von Belize – mit den Maya Mountains als Wasserscheide Richtung Südosten – fließen Flüsse auf ihren kurzen Wegen zur Karibik, gesäumt von überhängenden Kliffs und Höhlen. Die Flüsse haben mit ihrer Fracht aus Sand, Ton und Schlick über die Jahre den Küstengürtel so angereichert, dass hier erfolgreich Zitrusfrüchte und Bananen produziert werden. Bei einem jährlichen Niederschlag von rund 4320 Millimeter wartet der gebirgige Süden von Belize mit tropischem Regenwald und Kiefernwäldern in den Höhenlagen auf.

### Küste

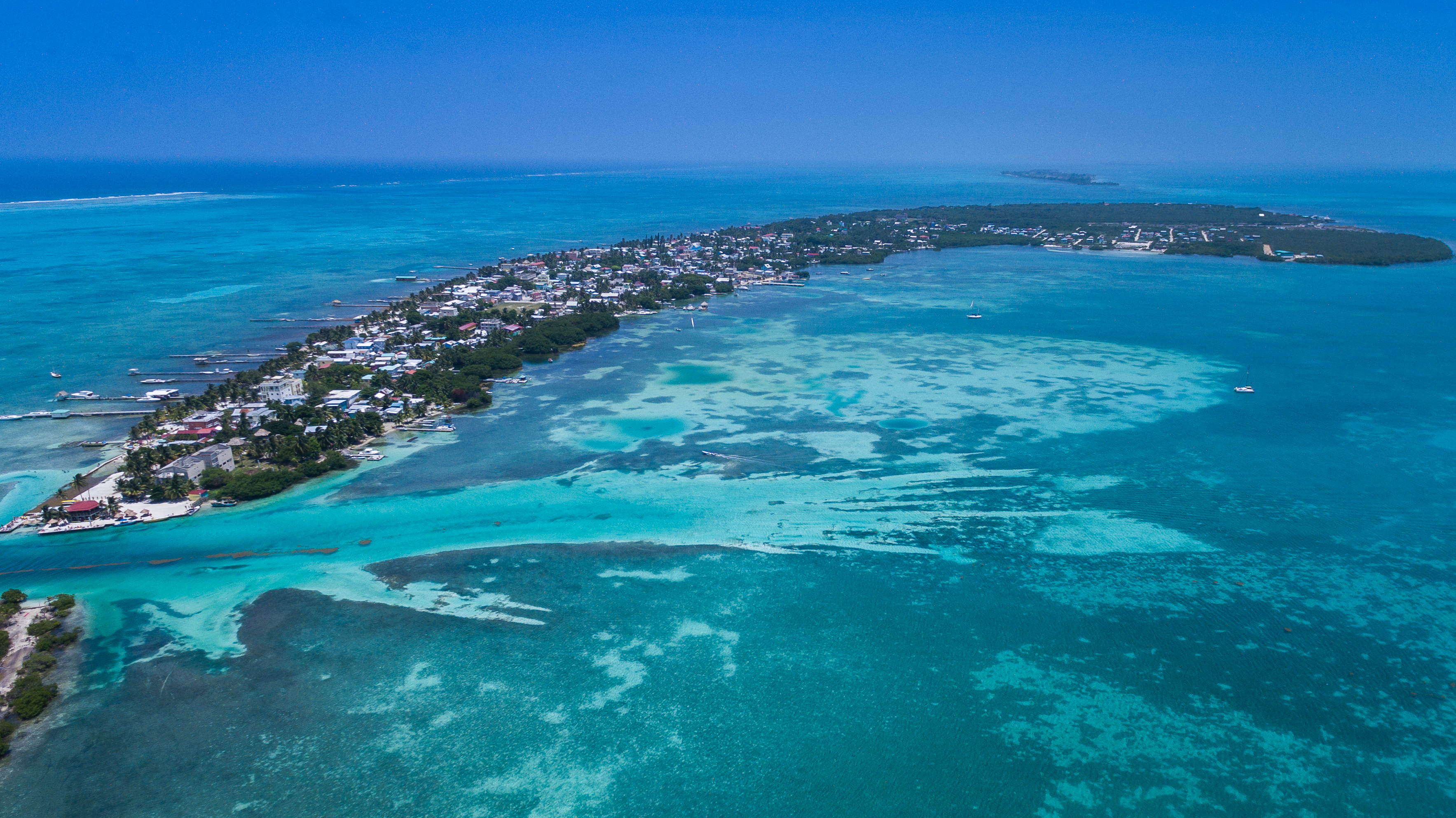
Insel Caye Caulker, Belize

Der Küste sind zahlreiche Korallenriffe, Sandbänke und Atolle – wie Lighthouse Reef, Glover Reef und die Turneffe Inseln – vorgelagert. Das vor Belize liegende Riff ist nach dem Great Barrier Reef zusammen mit seinen Cayes das zweitgrößte Korallenriff der Welt und das längste in der westlichen und auch der nördlich des Äquators gelegenen Hemisphäre. Das Barriereriff zieht sich die gesamte Küste von Belize entlang und schützt eine Vielzahl von Kleinriffen, Sandbänken und über 1000 Inseln, die sogenannten Cayes (Aussprache [ki:s]). Die meisten der Cayes und die Küste außerhalb der Städte und Siedlungen sind von dichten, ausgedehnten Mangrovenwäldern bestanden, die zugleich als Schutz vor Küstenerosion fungieren.

### Klima
Das Klima ist im Norden subtropisch und im Süden tropisch, mit vorherrschend von der Karibik her wehenden Passatwinden. Die Monatstemperaturen schwanken zwischen 24 °C und 27 °C, die durchschnittliche Lufttemperatur beträgt 25,9 Grad Celsius. Die Luftfeuchtigkeit ist durch den Wind von See her gut zu ertragen. Der meiste Regen fällt zwischen Juni und Oktober, in dieser Zeit ist auch die Luftfeuchtigkeit am höchsten. Der jährliche Niederschlag beträgt im Süden 4450 mm, im Norden nur 1290 mm.

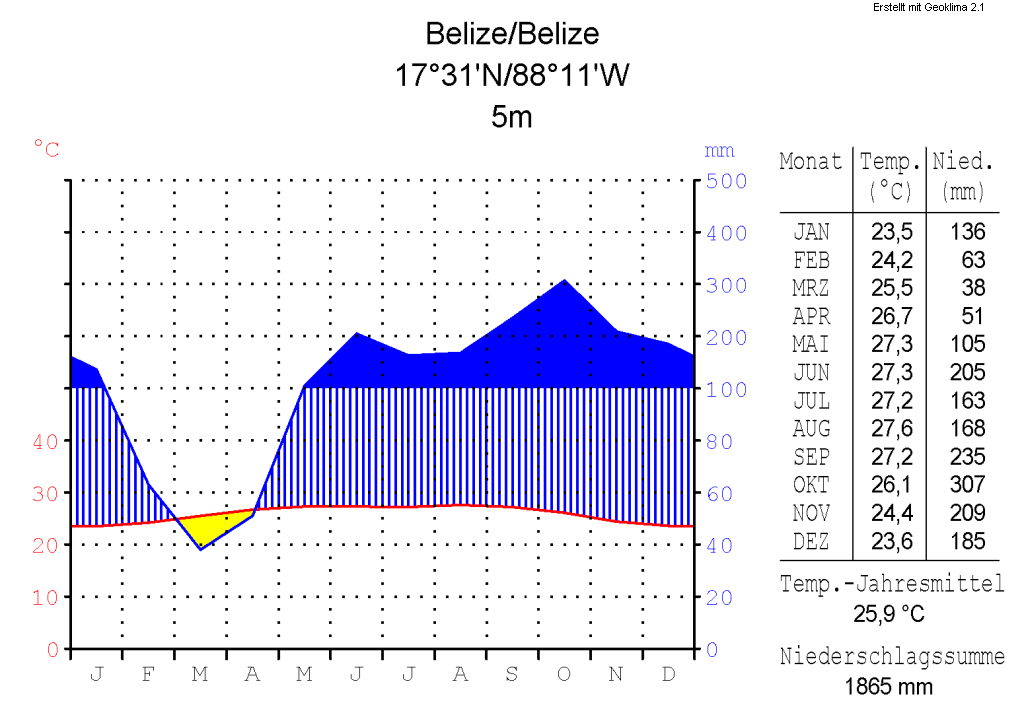
Klimadiagramm von Belize City

Die regionalen Unterschiede beim Wetter, die differierenden Höhen und geologischen Bedingungen sorgen für verschiedenartige Lebensräume für Flora und Fauna. So lassen sich 49 verschiedene Arten von Wäldern klassifizieren. Die Höchsttemperaturen übersteigen im Sommer selten 36 Grad Celsius, im Winter fallen sie selbst nachts fast nie unter 16 Grad Celsius.
Die Regenzeit dauert von Mai bis November und geht ab Juli oft mit Wirbelstürmen einher. Regelmäßig auftretende Naturkatastrophen sind demnach Hurrikans und infolgedessen Überflutungen. Ein Wirbelsturm zerstörte 1961 die damalige Hauptstadt Belize City, daraufhin wurde Belmopan 1970 zur Hauptstadt.

### Flora und Fauna
Die Artenvielfalt der Flora ist – insbesondere in den tropischen Wäldern – sehr groß. Es gibt mehrere Tausend Pflanzenarten, darunter über 200 Orchideen und über 500 verschiedene Hölzer. Die Vegetation von Belize ist tropischer Regenwald und vereinzelte Kiefernsavannen im Süden, Sumpfland im Flachland und eine fast durchgehend von Mangroven bewachsene Küste.
Belizes Urwaldflächen stellen einen der größten zusammenhängenden Reste des tropischen Regenwaldes Mittelamerikas dar, der einst weite Teile bedeckte. Selbst auf Satellitenaufnahmen aus dem Weltraum ist dieses grüne Herz Belizes gut erkennbar. Hier wachsen vor allem Farne, Palmen, Lianen und tropische Harthölzer (u. a. mit Mahagoni, mexikanischer Zeder, Campecheholz). Die Kiefernwälder werden vor allem aus der Karibischen Kiefer (Pitchpine) gebildet und bilden die eigene Ökoregion der Belize-Kiefernwälder.
Der schon von den Maya verehrte Jaguar ist heute noch wild im Cockscomb Basin Wildlife Sanctuary anzutreffen. Außerdem gibt es viele verschiedene Vogelarten und viele weitere Tiere wie Flusskrokodile, verschiedene Schlangen und Schmetterlinge.

### Naturschutz
38 % der Landfläche und 11 % der Meeresfläche standen 2021 unter Naturschutz. Der größte Nationalpark ist mit 1157 km² der Chiquibul-Nationalpark in den Maya-Mountains; südlich angrenzend liegt das 403 km² strenge Wildnisschutzgebiet Bladen Nature Reserve. Nur wenig kleiner als Chiquibul ist das Rio Bravo Naturschutzgebiet, das jedoch einen wesentlich niedrigeren Schutzstatus hat. Weitere – weitaus kleinere – Beispiele für Belizes Naturschutzgebiete sind der Five Blues Lake National Park, der Guanacaste Nationalpark und der Laughing Bird Caye Nationalpark.

### Städte

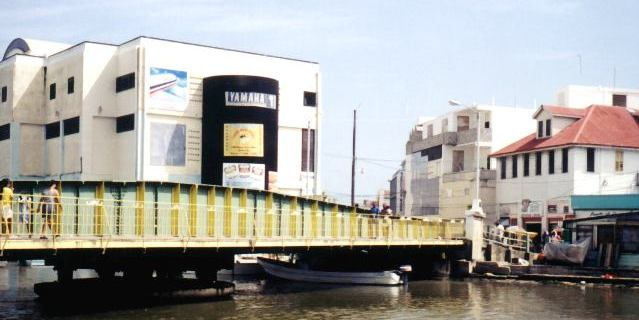
Belize City

Im Jahr 2023 lebten 47 Prozent der Einwohner Belizes in Städten. Die größten Städte in Belize sind (Stand 1. Januar 2005):
- Belize City, 61.461 Einwohner (Hauptstadt bis 1969)
- San Ignacio, 16.812 Einwohner
- Orange Walk Town, 15.298 Einwohner
- Belmopan, 13.381 Einwohner
- Dangriga, 10.750 Einwohner

Belmopan ist seit 1970 die Hauptstadt des Landes und seit 2000 Regierungssitz. Die Stadt wurde auf Urwaldrodungen an den Ausläufern der Maya Mountains errichtet und liegt im geographischen Mittelpunkt des Landes. Belmopans Einwohner sind zumeist Beamte. Die Fassade des Parlamentsgebäudes auf dem Independence Hill wurde mit einem uralten Maya-Motiv geschmückt.

### Provinzen, Provinzhauptstädte und Orte
Das Land ist in sechs Provinzen unterteilt:
1. Belize District:
  - Belize City (Provinzhauptstadt)
  - Hattieville
  - Ladyville
  - San Pedro
  - Ambergris Caye
2. Cayo District:
  - San Ignacio (Provinzhauptstadt)
  - Belmopan (Hauptstadt; ist keinem District zugeordnet!)
  - Benque Viejo del Carmen
  - Spanish Lookout
3. Corozal District:
  - Corozal (Provinzhauptstadt)
  - Chunox
  - Consejo
  - Little Belize
  - Louisville
  - Patchacan
  - Progresso
  - Xaibe
4. Orange Walk District:
  - Orange Walk Town (Provinzhauptstadt)
  - Carmelita
  - Guinea Grass
  - San Estevan
  - San Pablo
  - Trial Farm
5. Stann Creek District:
  - Dangriga (Provinzhauptstadt – ehemals Stann Creek Town)
  - Hopkins
  - Mullins River
  - Placencia
6. Toledo District:
  - Punta Gorda (Provinzhauptstadt)
  - Monkey River
  - Toledo Settlement

## Bevölkerung

### Demografie

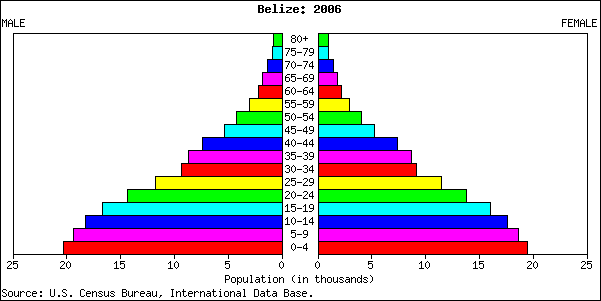
Bevölkerungspyramide

Belize hatte 2022 441.000 Einwohner. Das jährliche Bevölkerungswachstum betrug + 1,8 %. Die Anzahl der Geburten pro Frau lag 2022 statistisch bei 2,0, die der Region Lateinamerika und die Karibik betrug 1,8. Die Lebenserwartung der Einwohner Belizes ab der Geburt lag 2022 bei 71 Jahren (Frauen: 74,7, Männer: 67,7).Der Median des Alters der Bevölkerung lag im Jahr 2021 bei 25,2 Jahren. Im Jahr 2023 waren 27,3 Prozent der Bevölkerung unter 15 Jahre, während der Anteil der über 64-Jährigen 5,2 Prozent der Bevölkerung betrug.
| Jahr | Einwohnerzahl | Jahr | Einwohnerzahl |
| ---- | ------------- | ---- | ------------- |
| 1950 | 069.000       | 1990 | 188.000       |
| 1960 | 092.000       | 2000 | 247.000       |
| 1970 | 122.000       | 2010 | 322.000       |
| 1980 | 144.000       | 2020 | 419.000       |

### Bevölkerungsstruktur
Die größte Bevölkerungsgruppe mit knapp 53 % bilden die Mestizen, die europäische und indigene Vorfahren haben. Diese Mestizen sind aus den umliegenden Ländern eingewandert. Die sogenannten Kreolen (Creoles) in Belize sind mehr oder minder dunkelhäutig und haben Afrikaner und Weiße als Vorfahren. Deren Vorfahren kamen von den Kleinen Antillen als Sklaven nach Belize oder wanderten als Saisonarbeiter ein. Sie stellen einen Bevölkerungsanteil von rund 26 %.
Die Maya stellen etwa 11 % der Bevölkerung und sprechen drei verschiedene Maya-Sprachen: Yukatekisch (Mayathan), Q’eqchi’ und Mopan. Die meisten Maya stammen ursprünglich nicht aus Belize, sondern sind aus Mexiko (Yukatekisch) und Guatemala (Q’eqchi’) eingewandert. Nur die Mopan-Sprecher, die etwa 4 % der Bevölkerung stellen, stammen ursprünglich aus Belize.
Eine Besonderheit in der Bevölkerungsvielfalt stellen die Garifuna oder „schwarzen Kariben“ dar, eine auf St. Vincent entstandene Kultur aus gestrandeten westafrikanischen Sklaven, die sich mit Kariben und Arawak vermischten und später von den britischen Kolonialherren auf die zu dieser Zeit zu Jamaika gehörenden Bay Islands vor Honduras zwangsumgesiedelt wurden und sich von dort aus an der Ostküste Mittelamerikas verbreiteten. Sie stellen etwa 6 % der Bevölkerung.
Eine weitere Volksgruppe mit etwa 4 % bilden deutschstämmige Mennoniten. Die meisten sind Russlandmennoniten, die 1958 aus Mexiko einwanderten. Diese sprechen Plautdietsch und gehören zum Teil der konservativen Gemeinderichtung der Altkolonier-Mennoniten an. Eine kleinere Untergruppe, die ursprünglich aus den USA stammt, wanderte Ende der 1960er Jahre ein, spricht Pennsylvania-Deutsch und gehört zu den Mennoniten alter Ordnung. 2010 gab es 11.574 Mennoniten in Belize.
Der Rest der Bevölkerung sind eingewanderte Araber, meist Libanesen, aber auch Palästinenser und Syrer, die alle ganz überwiegend Christen sind, sowie Chinesen und Inder. Daneben gibt es Weiße, die meist aus englischsprachigen Ländern eingewandert sind.
Das Land zählt zu den zentralamerikanischen Staaten mit der geringsten Bevölkerungsdichte, weist aber ein überdurchschnittliches Bevölkerungswachstum auf.

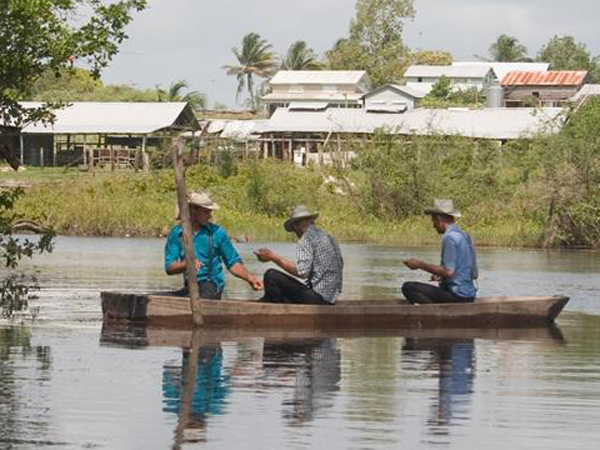
Altkolonier-Mennoniten in Belize

Die Bevölkerungsgruppen waren 2010 wie folgt verteilt: Mestizen 52,9 %, so genannte Kreolen (überwiegend afrikanischer Herkunft) 25,9 %, Maya 11,3 %, Garifuna 6,1 %, deutschstämmige Mennoniten 3,6 %, Inder 3,9 %, andere 3,7 %.
2017 waren 16 % der Bevölkerung Migranten. Die häufigsten Herkunftsländer waren Guatemala, El Salvador und Honduras.
Anders als in vielen anderen postkolonialen Staaten spielt die ethnische Zugehörigkeit in Belize kaum eine Rolle für die Zugehörigkeit zu politischen Parteien oder Bewegungen. Ethnische Konflikte verstärkten sich aber im Verlauf der starken Zuwanderung aus anderen Staaten der Region in den letzten beiden Jahrzehnten des 20. Jahrhunderts. Erst in dieser Phase oder kurz danach stieg der Anteil von Mestizen an der Bevölkerung auf mehr als 50 % an. Im beginnenden 21. Jahrhundert lässt sich aber eine schnelle Integration dieser jungen Zuwanderergruppe in Kultur und Gesellschaft des Landes feststellen.

### Religion
2000 waren die Religionszugehörigkeiten wie folgt verteilt: Katholiken sind etwa 50 % der Bevölkerung, Pfingstler 7,4 %, Anglikaner 5,3 %, Siebenten-Tags-Adventisten 5,2 %, Mennoniten 4,1 %, Methodisten 3,5 % und Zeugen Jehovas 1,5 %. Etwa 1,0 % der Bevölkerung (rund 2800 Menschen) sind muslimisch, andere Religionsgemeinschaften (inklusive der traditionellen mesoamerikanischen Religionen) machen 13 % aus, ohne Religionszugehörigkeit sind 9,4 %.

### Sprachen
Die Sprachen in Belize sind Englisch (Amtssprache), Englisch-Kreolisch (Patois), Spanisch, Garifuna, Maya-Sprachen und Plautdietsch. Insbesondere bei den niederdeutschsprachigen Mennoniten ist zudem Standarddeutsch als Gottesdienst- und religiöse Unterweisungssprache in Gebrauch. Daneben wird in manchen (mennonitischen) Kolonien auch das Pennsylvania-Deutsch verwendet.
Viele Einwohner können mehrere Sprachen sprechen. Laut Volkszählung von 2010 verteilen sich die Sprachkenntnisse wie folgt (es konnten mehrere Sprachen pro Sprecher angegeben werden):
| Sprache                         | Sprecher | Sprecher |
| Sprache                         | Anzahl   | Prozent  |
| ------------------------------- | -------- | -------- |
| Anzahl Personen                 | 292.263  | 100,0    |
| Creole                          | 130.467  | 44,6     |
| Deutsch                         | 9.364    | 3,2      |
| Englisch                        | 183.903  | 62,9     |
| Garifuna                        | 8.442    | 2,9      |
| Maya Ketchi                     | 17.581   | 6,0      |
| Maya Mopan                      | 10.649   | 3,6      |
| Spanisch                        | 165.296  | 56,6     |
| andere                          | 7.847    | 2,7      |
| keine Sprache oder keine Angabe | 1.537    | 0,5      |

### Bildung
Das der regionalen University of the West Indies angeschlossene Kolleg wurde 2000 zur University of Belize erweitert. Sie verfügt über eine humanwissenschaftliche und eine naturwissenschaftliche Abteilung. Ihre Abschlüsse werden im Ausland (d. h. USA) jedoch nur zum Teil anerkannt. Als einzige Pflichtfremdsprache wird Spanisch unterrichtet. Die Alphabetisierungsrate betrug 2015 82,7 % der erwachsenen Bevölkerung.

### Gesundheit
Die Gesundheitsausgaben des Landes betrugen im Jahr 2021 5,0 % des Bruttoinlandsprodukts. Im Jahr 2017 praktizierten in Belize 11,2 Ärztinnen und Ärzte je 10.000 Einwohner. Die Sterblichkeit bei unter 5-jährigen betrug 2022 10,9 pro 1000 Lebendgeburten.

## Landesname
Der Name des Staates leitet sich vom Belize River ab. Dessen erste überlieferte Erwähnung stammt aus dem Jahr 1677: Der Dominikanerpriester Fray José Delgado hielt den Fluss, den er auf seiner Reise entlang der Küste querte, in seinen Aufzeichnungen als „Río Balís“ fest. Diese Bezeichnung wurde ihm von seinem Übersetzer genannt und leitet sich vermutlich vom Maya-Wort belix ab, das „schlammig“ oder „trübes Wasser“ bedeutet.

## Geschichte

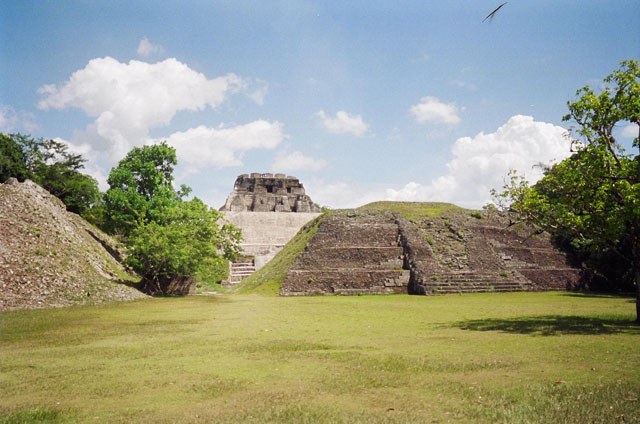
Xunantunich

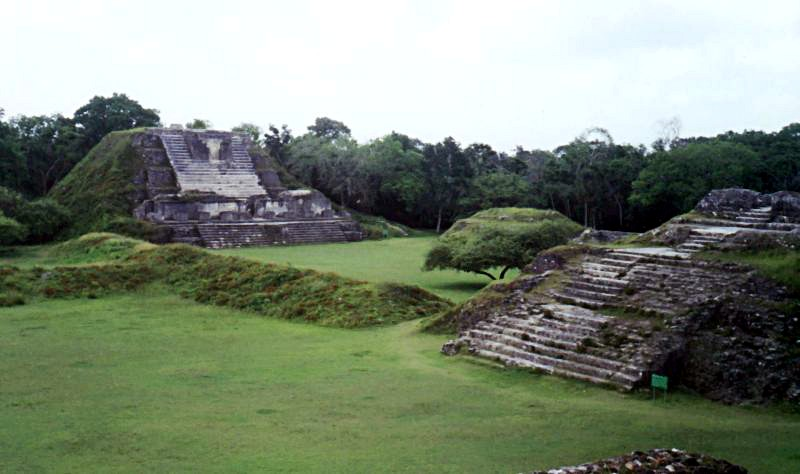
Altun Ha, Belize

### Vor den Europäern
Die Besiedlungsgeschichte in der Region des heutigen Belize durch die Maya reicht zurück bis 3400 v. u. Z., aus dieser Zeit stammen Funde von Agrarfrüchten wie Mais und Maniok. Bereits um 1.500 v. u. Z. war Lamanai gegründet worden. Gegen Ende des 2. Jahrtausends waren mayanische, Keramik nutzende Bauern an der belizischen Küste ansässig und wanderten zunehmend landeinwärts entlang des Belize River, so entstanden hier z. B. um 1200 v. u. Z. Cahal Pech und Cuello. Auch im Süden des heutigen Belize entstand zu dieser Zeit in den Maya Mountains mit Caracol eine Siedlung.
Zahlreiche weitere Orte gründeten sich in rascher Folge, in großer Dichte vor allem im Upper Belize River Valley, so um 1100 v. u. Z. Xunantunich oder um 1000 v. u. Z. Actuncan. An der Küste entstanden um 1000 v. u. Z. Santa Rita, um 800 v. u. Z. Altun Ha und um 400 v. u. Z. Cerro Maya.
Während der klassischen Zeit der Maya-Zivilisation ab 250 stieg insbesondere Caracol zu überregionaler Bedeutung auf. Ab dem das Jahr 900 kam die Blütezeit der Maya zu einem Ende und es erfolgte ein Bevölkerungszusammenbruch im südlichen Tiefland, zu dem weite Teile Belizes gehörten, nur einige wenige Orte wie Lamanai oder Santa Rita blieben weiterhin bewohnt.

### Kolonialzeit

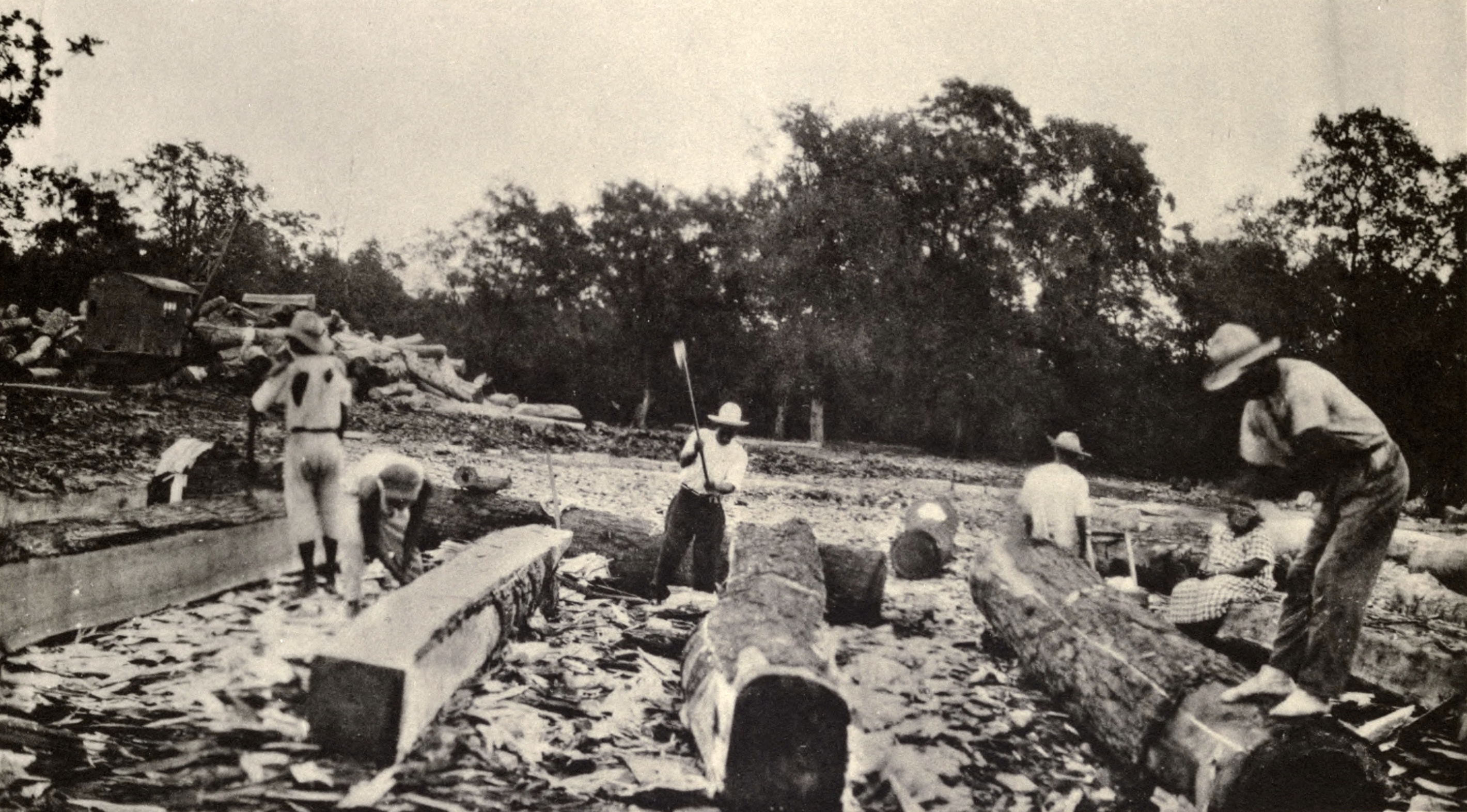
Mahagoniindustrie in Belize um 1930

Über die folgenden Jahrhunderte ist wenig bekannt. Gesichert ist, dass Nachkommen der Maya weiterhin das Land bewohnten und auch noch dort lebten, als im 16. Jahrhundert die spanischen Eroberer in die Region kamen. Das Gebiet wurde 1617 Bestandteil des Generalkapitanats Yucatán im Vizekönigreich Neuspanien, das von einem Gouverneur geleitet wurde. Die Rechtsprechung und Verwaltungsaufsicht unterlag der Real Audiencia von Mexico.
Viele Ureinwohner flohen ins Landesinnere. Es kam wiederholt zu Kämpfen mit den europäischen (spanischen und später britischen) Kolonisatoren. Für die Europäer war das Land vor allem wegen seiner tropischen Hölzer von Interesse. Aufgrund des anhaltenden Widerstandes der Bewohner und des unwegsamen Geländes konzentrierten sie ihre Aktivitäten jedoch auf die Gebiete der späteren Länder Mexiko und Honduras, wo auch Gold und Silber zu finden waren.
Die Küsten Belizes boten allerdings ein ideales Rückzugsgebiet für britische Piraten, die von dort aus ihre Raubzüge gegen die spanischen Flotten unternahmen. Erst 1670 kam diese Piraterie zum Erliegen, als Großbritannien und Spanien in Madrid einen Vertrag unterzeichneten, um diese Praxis zu beenden. Die Baymen, wie die Piraten oder Freibeuter genannt wurden, weil sie sich vornehmlich im Golf (Bay) von Honduras aufhielten, suchten nun gezwungenermaßen andere Einnahmequellen und fanden sie im Handel mit Tropenhölzern. 1763 erhielten sie mit dem Vertrag von Paris von Spanien die Erlaubnis, in einem bestimmten Teil Belizes Holz zu gewinnen. Für rund 100 Jahre blieb das die wichtigste Einnahmequelle der britischen Siedler in der Region. Mit der Waldarbeit einher ging bald auch Sklaverei. Die Arbeit war anstrengend und ab dem 18. Jahrhundert begannen die europäischen Siedler damit, afrikanische Sklaven dafür einzusetzen. Bis 1790 betrug der Anteil von Sklavenarbeitern an der registrierten Gesamtbevölkerung, also ohne die nicht gezählten Maya, rund 75 %. Erst 1834 wurde die Sklaverei im britischen Empire in der Folge der industriellen Revolution, die neue Produktionsverhältnisse schuf, abgeschafft. Während Sklavenhalter für den Verlust ihres „Eigentums“, der befreiten Sklaven also, entschädigt wurden, erhielten diese weder eine Entschädigung, noch durften sie Land erwerben.

### Britische Kolonialherrschaft
Mittelamerika war zu jener Zeit immer noch im Einflussbereich der Spanier, allerdings gestanden sie den britischen Siedlern nach und nach immer mehr Kontrolle zu. Am 10. September 1798 kam es in der Schlacht von St. George’s Caye schließlich zur entscheidenden militärischen Niederlage der Spanier und das Land stand nun de facto unter britischer Herrschaft. 1862 wurde es zur britischen Kronkolonie British Honduras. Die Siedler, die Baymen, führten allerdings bereits unter spanischer Herrschaft ein weitgehend unabhängiges und selbstbestimmtes Leben und behielten das auch unter britischer Herrschaft bei. Als gesetzliche Grundlage, eine Art Grundgesetz oder Verfassung, diente ab 1765 „Burnaby’s Code“.
1847–1901 kam es auf der Halbinsel Yucatán (Mexiko) zum so genannten Kastenkrieg zwischen den ursprünglichen Bewohnern, den Maya, und der spanischstämmigen Oberschicht. Die britischen Einwohner von Britisch Honduras belieferten die aufständischen Maya mit Waffen und Munition – was ihnen eine willkommene Einnahmequelle eröffnete. Das Land wurde im Verlauf des Krieges zum Ziel von Flüchtlingen: zuerst von Mitgliedern der mexikanischen Oberschicht, die vor den Aufständischen flohen, und später, als sie wieder die Kontrolle erlangte, von Maya. Letztere nahmen als Bauern mit ihrem landwirtschaftlichen Können in der Folge großen Einfluss auf die Entwicklung der nördlichen Provinzen des Landes.
Zu Beginn des 20. Jahrhunderts wuchs der Widerstand der vor allem nicht-europäischen Bevölkerung (Maya, Nachkommen von Sklaven) gegen die britischen Kolonialherren. Soldaten, die während des Ersten Weltkrieges in der britischen Armee dienten, wurden dort wegen ihrer Hautfarbe bloß in Arbeitslagern eingesetzt, was die Unzufriedenheit weiter verstärkte. Die Zwischenkriegszeit und der Zweite Weltkrieg trugen dazu bei, dass die wirtschaftliche Situation noch schlechter und das Streben nach Unabhängigkeit stärker wurde. Auch die Unabhängigkeit Indiens 1947 verstärkte diese Bestrebungen. Bis 1962 waren politische Parteien entstanden und die Verwaltung des Landes bereits weitgehend selbstständig. 1973 wurde der Name von „British Honduras“ in „Belize“ geändert.

### Unabhängigkeit

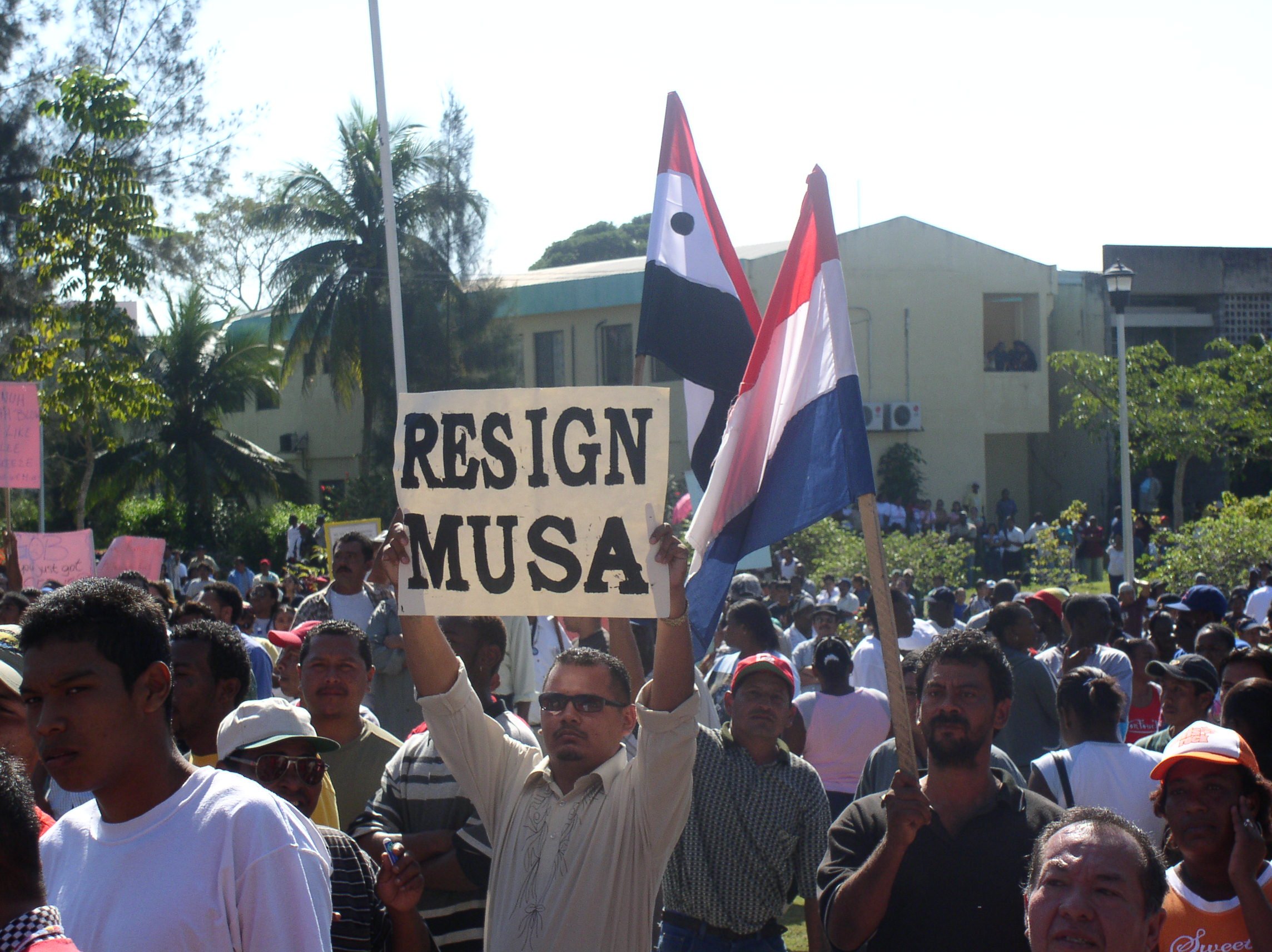
Unruhen in Belize (21. Januar 2005)

Am 21. September 1981 erfolgte die Unabhängigkeit von Großbritannien. Problematisch blieb das Verhältnis zum Nachbarland Guatemala, das weiterhin Gebietsansprüche stellte und nur durch den auch von der UNO unterstützten Verbleib britischer Truppen in Belize von einem militärischen Vorgehen abgehalten werden konnte. 1992 unterzeichnete die guatemaltekische Regierung einen Vertrag, der zwar Belizes Unabhängigkeit anerkannte, aber nicht die Ansprüche auf Gebiete im Westen des Landes klärte. Im Jahr 2000 begannen Verhandlungen zwischen den beiden Ländern.
In den ersten Parlamentswahlen nach der Unabhängigkeit 1984 siegte die United Democratic Party (UDP) überlegen; Premierminister wurde Manuel Esquivel. Fünf Jahre später übernahm erneut George Cadle Price, zuvor erster Minister bzw. Premierminister noch vor der Unabhängigkeit, für die People’s United Party (PUP) das Amt des Regierungschefs, 1993 musste er es wiederum Esquivel und der UDP überlassen. Entlassungen im öffentlichen Dienst und Preissteigerungen führten 1998 zu einem überwältigenden Wahlsieg der PUP. Neuer Premier wurde Said W. Musa. Seine Wiederwahl 2003 verdankte er vor allem umfangreichen Infrastrukturmaßnahmen sowie der Schaffung von Wohnraum und Arbeitsplätzen. Dies trieb jedoch die Staatsverschuldung in die Höhe, sodass sich die Regierung 2004 gezwungen sah, ein Sparprogramm aufzulegen.
Belize blieb von Kriegen und Bürgerkriegen, wie sie andere mittel- und südamerikanische Länder durchlebten, weitgehend verschont. Doch kam es Anfang 2005 aufgrund der Situation des Staatshaushalts und wegen geplanter Steuererhöhungen zu Unruhen in Belize.
Im Februar 2008 wurde die PUP durch einen Erdrutschsieg der UDP abgelöst. Regierender Premierminister ist Johnny Briceño.

## Politik

### Verfassung
Nach der am 21. September 1981 in Kraft getretenen Verfassung ist Belize eine parlamentarische Monarchie im Commonwealth. Staatsoberhaupt ist der britische König, der durch einen Generalgouverneur vertreten wird. Die Regierung wird vom Premierminister geführt. Abgeordnetenhaus und Senat bilden die Legislative. Die Abgeordneten werden alle fünf Jahre direkt gewählt, die Senatoren auf Vorschlag der Regierung, der Opposition sowie eines Beirats aus Unternehmern, Gewerkschaften und Klerus ernannt.

### Staatsoberhaupt
Staatsoberhaupt ist Charles III., König von Belize und damit derzeitiger Inhaber des belizischen Throns. Sein offizieller Titel lautet Charles The Third, by the Grace of God, King of Belize and of His Other Realms and Territories, Head of the Commonwealth. Seine Vertreterin im Land ist seit dem 27. Mai 2021 Generalgouverneurin Froyla Tzalam.

### Regierung
Die Exekutive besteht aus einem Kabinett von derzeit 14 Mitgliedern, nebst vier Staatsministern. Verwaltungsmäßig gliedert sich Belize in die sechs Distrikte Belize, Cayo, Corozal, Orange Walk, Stann Creek und Toledo. In den Distrikthauptorten bestehen gewählte Selbstverwaltungskörperschaften (Town Boards). Im Zuge der Stärkung der lokalen Selbstverwaltung wurden im März 2001 auch Dorfräte gewählt. Regierungschef war seit 2008 Dean Barrow (UDP), der zugleich Premierminister, Minister für Finanzen, für Verteidigung und für den Öffentlichen Dienst war. Seit November 2020 ist Johnny Briceño neuer Premierminister.

### Parlament
Die Gesetzgebung obliegt der aus zwei Kammern bestehenden Nationalversammlung mit einer Legislaturperiode von höchstens fünf Jahren. Das Abgeordnetenhaus besteht aus 31 nach Mehrheitswahlrecht direkt gewählten Abgeordneten. Von den dreizehn Senatoren werden sechs bzw. einschließlich des Senatspräsidenten sieben auf Vorschlag der Regierung, drei auf Vorschlag der Opposition, drei auf Vorschlag eines Beirats aus Unternehmern, Gewerkschaften und Kirchen vom Generalgouverneur ernannt.
Die derzeitige, eher wirtschaftsliberal eingestellte Regierungspartei UDP errang bei den Wahlen am 7. März 2012 17 der 31 Sitze im Abgeordnetenhaus, die Opposition, die eher populistisch-partizipatorisch agierende PUP, 14 Sitze. Bei den folgenden Wahlen am 4. November 2015 baute die UDP ihre Mehrheit auf 19 Sitze aus, der PUP blieben 12 Sitze. Die letzten Parlamentswahlen fanden am 11. November 2020 statt. Sie wurden mit 58,83 % der Stimmen von der PUP gewonnen, auf die UDP entfielen 38,34 %. Aufgrund des Mehrheitswahlrechts dominiert die PUP mit 26 Abgeordneten das Parlament, die UDP ist nur noch mit 5 Abgeordneten vertreten.

### Justiz
Die Unabhängigkeit der Gerichte wird in Belize von der Verfassung geschützt. In der Praxis bestehen allerdings Einflussmöglichkeiten der Exekutive, weil einerseits Richter und Generalstaatsanwalt ihre Beschäftigungsverträge mit der Regierung abschließen bzw. verlängern müssen, zum anderen weil prominente Regierungsvertreter auch während der Dauer ihres öffentlichen Amtes häufig ihre anwaltliche Berufstätigkeit fortsetzen.
Oberstes Kassationsgericht für Belize ist heute der „Caribbean Court of Justice“ (CCJ). Belize hat im Frühjahr 2001 mit der Mehrheit seiner CARICOM-Partner die Gründungsakte für den „Caribbean Court of Justice“ (CCJ) als künftige oberste straf- und zivilrechtliche Instanz der Region anstelle des britischen Privy Council unterzeichnet. Die Regierung hat im September 2004 dem Parlament auch ein Gesetz über die Beteiligung am Trust Fund zur Finanzierung des CCJ vorgelegt.
Innerhalb von Belize sind die Magistrates’ Court für kleinere Straftaten oder zivilrechtliche Angelegenheiten zuständig. Der Supreme Court ist die nächsthöhere Instanz beziehungsweise für Kapitalverbrechen zuständig. Die dritte Instanz stellt schließlich der Court of Appeal dar.
Das Oberste Gericht von Belize hat die Verfassungsmäßigkeit der Todesstrafe im April 1998 bestätigt. Die letzte Hinrichtung in Belize fand 1985 statt. Vor seiner Ersetzung durch den CCJ hatte der Privy Council in London als letztinstanzliches Gericht jeweils Vollstreckungsaufschub gewährt bzw. auf Strafumwandlung entschieden. Vor dem Hintergrund steigender Gewaltkriminalität z. T. mit Drogentransit als Hintergrund fordert die Öffentlichkeit eine Wiederaufnahme der Vollstreckung. Diese Wünsche haben sowohl Regierung wie Opposition aufgenommen und die Regierung hat im September 2002 im Parlament (Repräsentantenhaus) Vorschläge für entsprechende Verfassungsänderungen vorgelegt, im Juni 2003 jedoch wieder zurückgezogen. Damit verbindet sich die Erwartung auf Unterstützung vor allem durch die EU bei der Verbesserung von Polizei, Justiz und Strafvollzug.
Männliche Homosexualität war in Belize noch bis zum 10. August 2016 strafbar, womit es das letzte Land Mittelamerikas mit einem solchen Verbot gewesen war. Das Verbot wurde höchstrichterlich als verfassungswidrig aufgehoben.

### Politische Indizes
| Name des Index               | Indexwert    | Weltweiter Rang | Interpretationshilfe | Jahr |
| ---------------------------- | ------------ | --------------- | --- | ---- |
| Fragile States Index         | 57 von 120   | 117 von 179     | Stabilität des Landes: stabil 0 = sehr nachhaltig / 120 = sehr alarmierend Rang: 1 = fragilstes Land / 179 = stabilstes Land | 2024 |
| Freedom in the World Index   | 88 von 100   | —               | Freiheitsstatus: frei 0 = unfrei / 100 = frei                                                                                | 2024 |
| Rangliste der Pressefreiheit | 68,3 von 100 | 47 von 180      | Erkennbare Probleme für die Pressefreiheit 100 = gute Lage / 0 = sehr ernste Lage                                            | 2025 |

### Parteien und Gewerkschaften
Seit 1961 besitzt Belize ein Zweiparteiensystem, das allerdings verfassungsmäßig nicht festgeschrieben ist. Jeder erwachsene Belizer kann in einem der 31 Wahlkreise als Kandidat antreten.
- People’s United Party (Vereinigte Volkspartei) – PUP
- United Democratic Party (Vereinigte Demokratische Partei) – UDP
- National Alliance for Belizean Rights (Nationale Allianz für Belizische Rechte) – NABR
- People’s National Party (Nationale Volkspartei) – PNP
- Vision Inspired by the People – VIP (seit 2004)
- National Reform Party (Nationale Reformpartei) – NRP (seit 2007)

Die National Trade Union Congress of Belize ist die Dachorganisation sektoraler Einzelgewerkschaften; weniger bedeutend sind die Christian Workers’ Union und die Democratic Independent Union.

### Militär
Die „Belize Defence Force“ (BDF) besteht aus Berufssoldaten und Freiwilligen mit einer Stärke von ca. 1500 Mann (andere Quellen: 1050 Mann), davon rund 700 Reservisten und zwei Züge (Platoons) mit Soldatinnen. Die BDF wird geführt von einem Brigadegeneral, einem Oberst und sieben Oberstleutnanten. Traditionell kooperiert die BDF vor allem mit der britischen Armee (British Army Training Support Unit Belize – BATSUB) und der US-Armee (Ausrüstungs- und Ausbildungshilfe). 2007 nahm erstmals ein Stabsoffizier der BDF an einem Generalstabslehrgang der Führungsakademie der Bundeswehr in Hamburg teil. In jüngerer Vergangenheit diente Belize auch als Standort für Dschungelkrieg-Ausbildungen des Kommandos Spezialkräfte (KSK).

### Küstenwache
Der Belizean Coast Guard Service (BCGS) wurde im November 2005 unter Zusammenfassung von Ressourcen aus dem Marine-Anteil der Belize Defence Force, der Polizei, dem Zoll, der Einwanderungsbehörde und den Hafenbehörden aufgestellt. Hauptaufgabe ist die Bekämpfung des (Drogen-)Schmuggels. Eine wesentliche Finanzierung und Unterstützung erfährt die Küstenwache im Rahmen eines Anti-Drogenprogramms durch das US-Außenministerium (Counternarcotics and Law Enforcement Country Program: Belize). Da die Küstenwache nicht über Radar verfügt, ist sie nur bei Tageslicht im Einsatz.
Ausrüstung
- acht Schnellboote (ehemalige kolumbianische Drogenboote mit starken Außenbordmotoren, die konfisziert wurden, ohne Radar und GPS)
- Ein Flugzeug stellt bei Bedarf die Belize Defence Force.

### Außenpolitik
Belize befindet sich in einem Grenzstreit mit Guatemala. Guatemala schlug vor, den Streit dem Internationalen Gerichtshof (IGH) zu überlassen, was die belizische Regierung ablehnt. Am 6. Oktober 2013 sollte ein gleichzeitiges Referendum in beiden Ländern klären, ob der IGH mit dem Fall befasst werden soll. Diesen Termin ließ Guatemala verstreichen. Im Frühjahr 2014 wurde unter Führung der OAS in einem Abkommen ein Anlauf zu einem weiteren Referendum genommen. Ein ursprünglich für September 2015 geplanter gemeinsamer Termin wurde durch ein im Mai 2015 von beiden Seiten unterzeichnetes Änderungsabkommen, das die Volksbefragungen zu unterschiedlichen Zeiten ermöglicht, verschoben. 2018 stimmten 96 % der Guatemalteken mehrheitlich für die vorgeschlagene Art der Konfliktlösung. Am 8. Mai 2019 fand das Referendum in Belize statt, bei dem ebenfalls 55 % der Wähler für die Beauftragung des Internationalen Gerichtshofs stimmten.
Belize ist Mitglied in folgenden Organisationen: Vereinte Nationen, Commonwealth, CARICOM, Bewegung der blockfreien Staaten, AKP, OAS, CELAC, ACS; IWF, Karibische Entwicklungsbank (CDB), SICA, AOSIS.

## Wirtschaft
Zwar ist die Wirtschaft in den letzten Jahren stark gewachsen, die hohe Staatsverschuldung von 85 % des Bruttoinlandsprodukts schränkt die wirtschaftspolitische Handlungsfähigkeit jedoch stark ein. Noch immer lebt rund ein Drittel der Bevölkerung unter der Armutsgrenze. Der Index für wirtschaftliche Freiheit 2024 des Landes war der 72 höchste von 176 Ländern.
Hauptwirtschaftszweig ist die Gewinnung von Edelhölzern, insbesondere Mahagoni. Neben dem Einsatz moderner Sägewerke forstet man auch planmäßig den Bestand an Nutzholz auf. Die Baumstämme werden nach wie vor im Hochwasser der Flüsse transportiert.
Im Juni 2000 wurde Belize von der OECD als ein Land aufgelistet, in dem Steuerflucht und Geldwäsche möglich sind. Es hatte bis 2005 Zeit, diese Zustände zu beseitigen und damit Sanktionen zu vermeiden. Die lockeren Gesetze wurden seither gestrafft. Dennoch ist Belize ein Steuerparadies. Da das Land einen „begünstigten“, d. h. unbeschränkten Zugang zum britischen Commonwealth, zur Europäischen Freihandelszone (EFTA) und zur EU besitzt, kann man, wenn man die Staatsbürgerschaft von Belize erwirbt, auch ohne Visum sämtliche europäischen Länder sowie Australien, Kanada, Hong Kong und Singapur bereisen. In Russland kann diese Staatsbürgerschaft käuflich erworben werden.
Im August 2012 gab die belizische Regierung bekannt, dass sie die fällige Zinsrate für eine Staatsanleihe über 500 Millionen US-Dollar nicht bedienen könne, und trat mit den Gläubigern in Umschuldungsverhandlungen ein. Die führenden Ratingagenturen stuften daraufhin die Bonität von Belize auf Zahlungsausfall herab.
Am 28. Januar 2016 legte die EU-Kommission ein Maßnahmenpaket zur Bekämpfung von Steuerflucht vor, bei dem unter anderem Belize auf der schwarzen Liste der Steueroasen auftaucht.
| Jahr                                    | 2010  | 2015   | 2016  | 2017   | 2018  | 2019   | 2020    | 2021   | 2022   | 2023   |
| --------------------------------------- | ----- | ------ | ----- | ------ | ----- | ------ | ------- | ------ | ------ | ------ |
| BIP in Mrd. USD (Kaufkraftparität)      | 2,7   | 3,4    | 3,4   | 3,4    | 3,6   | 4,1    | 3,8     | 4,6    | 5,4    | 5,7    |
| BIP pro Kopf in USD (Kaufkraftparität)  | 8.319 | 9.462  | 9.356 | 9.169  | 9.562 | 10.517 | 9.587   | 11.579 | 13.685 | 14.088 |
| BIP-Wachstum (real)                     | 1,2 % | 3,2 %  | 0,0 % | −1,8 % | 1,1 % | 4,2 %  | −13,7 % | 17,9 % | 9,8 %  | 1,1 %  |
| Inflation (in Prozent)                  | 0,9 % | −0,9 % | 0,7 % | 1,2 %  | 0,3 % | 0,2 %  | 0,1 %   | 3,2 %  | 6,3 %  | 4,4 %  |
| Staatsverschuldung (in Prozent des BIP) | 69 %  | 65 %   | 70 %  | 78 %   | 79 %  | 78 %   | 103 %   | 82 %   | 67 %   | 67 %   |

### Landwirtschaft
Die für die landwirtschaftliche Nutzung geeigneten Böden werden nur wenig genutzt: Die Menschen bauen auf kleinen Flächen Mais, Bohnen, Reis, Maniok, Kochbanane und Gemüse für den eigenen Bedarf an. Die größten und modernsten Farmen sowie die Milchwirtschaft vor allem im Tal des Belize River und im Orange-Walk-Distrikt werden maßgeblich von der Volksgruppe der Mennoniten betrieben. Auf den meist in ausländischem Besitz befindlichen größeren Plantagen werden Zuckerrohr, Zitrusfrüchte, Bananen, Kakao und Kokosnüsse angebaut.
Im tropischen Regenwald werden Edelhölzer geschlagen, insbesondere Mahagoni. Reichhaltige Fischbestände bilden die Grundlage für eine gut entwickelte Küstenfischerei. Landwirtschaft, Fischerei und Forstwirtschaft liefern über die Hälfte der Exporterlöse.
Die Landwirtschaft erwirtschaftet ca. 20 % des Bruttoinlandsprodukts und über 60 % der Exporterlöse; sie beschäftigt knapp ein Drittel der arbeitenden Bevölkerung.

### Industrie
Die schwach entwickelte Industrie beschränkt sich auf die Herstellung von Textilien und die Holz- und Nahrungsmittelverarbeitung.
Der Anteil des verarbeitenden Gewerbes einschließlich Energiesektor am BIP beträgt ca. 26 % (18 % der Arbeitsplätze).

### Tourismus und Dienstleistungen
Seit den 1990er Jahren spielt der Tourismus eine wachsende Rolle für die Volkswirtschaft. Im Jahr 2017 wurden 1,3 Millionen Gäste registriert. Dabei machen US-amerikanische Kreuzfahrttouristen die größte Gruppe aus. Der Anteil des Tourismussektors am Bruttoinlandsprodukt wurde für das Jahr 2017 mit gut 38 Prozent angegeben.
Bei Tauchern und Surfern ist die Riffküste beliebt. Weitere Anziehungspunkte sind die Maya-Ruinen bei Orange Walk und der Belize Zoo. In jüngster Vergangenheit versucht Belize, sich vor allem als Destination für Öko- und Kulturtourismus zu etablieren. Der weitere Ausbau des Tourismussektors wird durch das Fehlen großer Hotelkomplexe und eine einfache Infrastruktur aufgehalten.
Dienstleistungen erwirtschaften insgesamt 56,5 % des Sozialprodukts.

### Außenhandel
Nach Regierungsangaben weitete sich das Handelsdefizit 2001/02 u. a. wegen der Beseitigung der Hurrikan-Schäden (2000: Hurrikan „Keith“, 2001: „Iris“) von 170,1 Mio. US-Dollar (2000) auf 186,7 Mio. US-Dollar (2001) und 196,6 (2003) aus. Insgesamt standen 2003 Importen im Wert von 541 Mio. US-Dollar Exporte in Höhe von 344,4 Mio. US-Dollar gegenüber.
Mit einem Anteil von fast 50 % am gesamten belizischen Handelsvolumen (2001: 47,2 % aller Importe, 50,5 % aller Exporte) haben die USA eine dominierende Position; ihnen folgen Großbritannien (belizische Ausfuhren: 23 %, Einfuhren 2,7 %), Mexiko (Ausfuhren: 1 %, Einfuhren: 11,2 %) und die EU (ohne GB: Ausfuhren 6,7 %, Einfuhren 3,8 %). Dabei wird jedoch der umfangreiche „kleine Grenzhandel“ mit Mexiko (d. h. vor allem mexikanische Importe) kaum erfasst. Bei den Exporten spielt neben Agrar- und Fischereiprodukten in verschiedenen Verarbeitungsstufen der Textilsektor (Lohnveredelung für USA unter den im Mai 2000 vom Kongress erweiterten Präferenzbedingungen der „Caribbean Basin Initiative“) eine Rolle.
Der Handel mit Deutschland ist 2003 mit deutschen Ausfuhren von 4,762 Mio. EUR (2002: 7,34 Mio. EUR) und Einfuhren von 1,69 Mio. EUR (2002: 2,17 Mio. EUR) quantitativ wenig bedeutend, im 1. Halbjahr 2004 war die Tendenz weiter fallend.
Die Hauptimportgüter Belizes sind Maschinen, Brennstoffe, Nahrungsmittel und Konsumgüter aller Art.
Die Hauptexportgüter Belizes sind Zucker, Zitrusfrüchte, Bananen, Kakao, Kokosnüsse, Rindfleisch, Fische, Krebse, Edelhölzer und Bekleidung.

### Staatshaushalt
Der Staatshaushalt umfasste 2016 Ausgaben von umgerechnet 650 Mio. US-Dollar, dem standen Einnahmen von umgerechnet 500 Mio. US-Dollar gegenüber. Daraus ergibt sich ein Haushaltsdefizit in Höhe von 8,5 % des BIP.
Die Staatsverschuldung lag Anfang 2023 bei 67 % des BIP.
Von den Staatsausgaben entfielen 2020 (in % des BIP):
- auf das Gesundheitswesen: 6,9 %
- auf das Bildungswesen: 8,7 % (2021)
- auf das Militär: 0,9 % (2023)

## Infrastruktur

### Verkehr
StraßeBelize hat 2872 km Straße, von denen 488 km befestigt bzw. asphaltiert sind. Hauptstraßen verbinden die acht Städte des Landes. In der Regenzeit wird der Verkehr oft durch heftige Wolkenbrüche teilweise unterbrochen, besonders in der Nähe der Fährhäfen. Das Straßennetz ist nicht so gut wie das anderer mittelamerikanischer Länder, wird aber besonders im Norden ständig ausgebaut. Eine Pannenhilfe gibt es nicht. Es herrscht Rechtsverkehr.
LuftIm Land gibt es 43 Flugplätze, von denen 5 eine befestigte Landebahn besitzen. Linienflüge verbinden täglich die größeren Städte. Maya Island Air und Tropic Air fliegen täglich von Belize City nach San Pedro (Ambergris Caye) sowie zusätzlich Caribee Air Service und Javier’s Flying Service und zu allen größeren Orten. Kleinflugzeuge können gemietet werden. Verschiedene Charterdienste fliegen von Belize City in die abgelegeneren Regionen. Der wichtigste internationale Flughafen ist der Philip S. W. Goldson International Airport in Ladyville außerhalb von Belize City.
WasserwegeEs gibt 825 km befahrbare Wasserwege, die allerdings nur von kleinen Schiffen befahren werden können. Die Zuckerfabriken betreiben einen Motorbootservice an der Küste, Fahrpläne gibt es nicht. Kleinere Motorboote verbinden die Cayes an der Küste mit Belize City. Auf den Flüssen Belize, Hondo und New River waren Boote einst das einzige Verkehrsmittel ins Landesinnere. Seit dem Bau der befestigten Straßen sind sie jedoch fast verschwunden.
Die kostengünstigste Art, in Belize zu reisen, ist Busfahren. Busse verkehren im Linienverkehr und sind im Vergleich zu anderen mittelamerikanischen Standards sauber, geräumig und effizient.

### Telekommunikation und Internet
In Belize werden etwa 41.000 Festnetz-Telefonanschlüsse von der nationalen Telefongesellschaft Belize Telemedia Ltd. betrieben. Daneben gibt es seit 2005 unter der Marke SMART den privaten Anbieter Speednet Communications Ltd., der häufig von der lokalen Bevölkerung genutzt wird. Beide Anbieter sind flächendeckend verfügbar.
In Belize gibt es etwa 350.000 Mobiltelefonanschlüsse; allein BTL weist unter der Marke DigiCell 270.000 Anschlüsse aus. Daneben werden Mobilservies auch unter der Marke SMART angeboten. In allen sechs Bezirken von Belize bestehen Empfangs-/Sendemöglichkeiten für beide Mobilfunkanbieter. Um in Belize mit dem eigenen Telefon mobil telefonieren zu können, ist ein Mobiltelefon notwendig, das im GSM-Dual-Band-Netz mit 850/1900 MHz arbeitet. Dies ist in der Regel mit den internationalen Versionen aktueller Smartphones möglich. Prepaid-Karten sind an zahlreichen Orten im ganzen Land erhältlich. Aufgeladen werden Prepaid-Karten an sogenannten „TOP-UP“-Stationen, zu denen meist schon jeder Supermarkt zählt. Für die Nutzung von lokalen SIM-Karten im eigenen Endgerät ist ein Telefon ohne SIM-Lock notwendig.
Seit 2016 baut BTL den 4G-Support (LTE) weiter aus. Auch können Mobiltelefone bei BTL u. a. am Phillip Goldson International Airport (PGIA) gemietet werden. Seit 2018 ist DigiCell die Marke, unter der BTL auftritt.
Im Jahr 2021 nutzten 62 Prozent der Einwohner Belizes das Internet. Internetanbieter umfassen BTL und „Belize Web“, SMART und viele regionale Kabelgesellschaften und Wireless-Provider. Es gibt ein „E-Mail Service Centre“ im Büro von BTL in Belize City und Internetcafés in Stadtzentren und Touristenregionen. In den meisten Cafés und Lokalen kann der Gast kostenloses WLAN nutzen.
Die Nutzung von Internet-Telefonie mittels Skype, WhatsApp, Facetime ist inzwischen mit allen lokalen Anbietern möglich.
Seit 2018 investiert Belize in ein Glasfasernetz, um FTTH-Services anzubieten. In den Regionen San Pedro Ambergris Caye, Belize City, the City of Belmopan and Orange Walk ist der Service seit 2018 mit bis zu 130 Mbps verfügbar.

## Kultur
Geprägt durch das Zusammenleben unterschiedlicher Ethnien oder ethnisch-religiöser Gruppen (Mestizen, Kreolen, Indigene, Garifunas, Mennoniten u. a.) ist eine entsprechende kulturelle Vielfalt anzutreffen. Großen Anteil haben erwartungsgemäß afrikanische und lateinamerikanische Einflüsse, insbesondere im Volksglauben, in der landestypischen Küche und der Musik; aber auch beim Sport oder sozialen Miteinander sind Besonderheiten zu finden.

### Rundfunk und Zeitungen
Nach Auflösung der staatlichen Broadcasting Corporation of Belize (1998) existieren mehrere Radiostationen sowie zwei Fernsehsender, Channel 5 und Channel 7. Auf den Internetseiten können täglich die Nachrichten per Videostream abgerufen werden.
In Belize existieren keine Tageszeitungen, sondern nur vier Wochenblätter mit kleiner Auflage: Belize Times (PUP-Blatt), Reporter (unabhängig), Guardian (zuvor „People’s Pulse“, UDP-Blatt), Amandala (unabhängig, aber pro PUP). Die San Pedro Sun wird in San Pedro auf Ambergris Caye herausgegeben, ist aber im ganzen Land erhältlich.

### Volksglauben
Belize ist reich an Mythen und Legenden, in denen Geister und Naturwesen zu finden sind, die sich den Menschen gegenüber teils wohlwollend, aber auch böse und/oder gefährlich verhalten. Populäre Figuren sind Anansi, Tata Duende, Cadejo, X’tabai oder die nicht nur in Belize bekannte La Llorona. Daneben sind der Glaube an Geistheilung und ethnische Religionen (vor allem Obeah) verbreitet.

### Küche
Typische Frühstücksgerichte sind Fry Jacks (frittierte Teigfladen), Johnny Cakes (Fladenbrote aus Maismehl) oder Tortillas. Dazu wird Käse, frijoles refritos (Bohnenbrei) oder unterschiedlich zubereitetes Ei gegessen. Insgesamt spielt die lateinamerikanische Küche eine große Rolle (z. B. Tortillas, Reis, Bohnen), mit quantitativen Variationen der einzelnen Ethnien (Fisch und andere Meeresfrüchte, Huhn, Maniok, Krautsalat). Landestypisches Obst und Gemüse ist ebenfalls üblich.

### Musik
Außer den Musik-Exporten aus Jamaika, der Karibik und den USA ist vor allem die Musik dreier Bevölkerungsgruppen von Bedeutung. Während die Mestizen mit dem Cumbia einen Salsa- und Merengue-ähnlichen Musikstil bevorzugen, entwickelten die Kreolen aus Anleihen des Soca/Calypso und dem Buru, der Musik der Holzfäller, den Brukdown. Ein weiterer Musikstil ist Mento, vermehrt beeinflusst durch Jamaikaner. Sowohl Brukdown wie Mento sind eher Ausdrucksformen der einfachen, ländlichen Bevölkerung, wenngleich mit Wilfred Peters (1939–2010) and his Boom & Chimes Band der Hauptvertreter des Brukdown in ganz Belize enorme Popularität genoss.
Den wohl stärksten Eindruck hinterließen die Nachfahren afrikanischer Sklaven, die Garifunas. Ihre durch Trommeln dominierten, mit A-cappella-Gesängen, Zirkeltänzen, Binär- oder Triolen-Rhythmus und Sisera, Handrasseln aus Kalebassen, versehenen traditionellen Stücke wurden über die Jahrhunderte bewahrt und stetig weiterentwickelt. Viele andere Strömungen entstanden darüber. Das bekannteste Beispiel ist der Puntarock, der sich, mit elektronischen Instrumenten bereichert, aus einem ursprünglichen Fruchtbarkeitstanz entwickelte. Berühmte Vertreter dieser Spielart sind u. a. Andy Palacio (1960–2008) und Pen Cayetano.

### Sport und Freizeit
Neben den bekannteren und beliebten Sportarten wie Fußball, Basketball, Volleyball, Softball, Cricket, Boxen, Leichtathletik und Radsport finden sich auch Raritäten wie Jai Alai oder Unerwartetes wie Eishockey. Von mittlerweile internationaler Beachtung ist das Cross Country Cycling Classic, ein seit 1928 jährlich am Osterwochenende ausgetragenes Radrennen. Belize nimmt seit 1968 regelmäßig an den Olympischen Sommerspielen teil, bislang jedoch ohne Medaillenerfolg.
Special Olympics Belize wurde 1991 gegründet und nahm mehrmals an Special Olympics Weltspielen teil.
Sowohl touristische als auch sportliche Bedeutung hat das vor der Küste liegende Barrier Reef, zweitgrößtes dieser Art weltweit nach dem australischen Great Barrier Reef, das von den Ortsansässigen als beliebtes Erholungsgebiet für alle Arten des Wassersports vorwiegend in den Schulferien und über die Osterfeiertage genutzt wird.

### Familie und Soziales
Höfliche Umgangsformen spielen bei den meisten Einwohnern Belizes eine große Rolle. Es ist nicht ungewöhnlich, dass sich Menschen grüßen, die sich nie zuvor gesehen haben, oder dass Bekannte derart im Gespräch vertieft sind, dass sie alles um sich herum vergessen.
Eine stetig wachsende Anzahl Familien wird von Alleinerziehenden geführt, vorwiegend von Frauen. Beeinflusst von dieser Entwicklung verzichten viele junge Menschen auf die offizielle Heirat und leben in einer eheähnlichen Gemeinschaft, der sogenannten Common-law marriage. Es ist unüblich, im Alter von über 20 Jahren noch im elterlichen Haushalt zu leben. Wenn auch die Entwicklung in Richtung eines einzelnen Familienoberhauptes geht, gibt es doch eine bedeutende Anzahl Großeltern, die ihre Enkel aufziehen, mit oder ohne Unterstützung eines Elternteils. 2009 hatte eine Frau im Durchschnitt 2,8 Kinder.

### Feiertage
- 1. Januar: Neujahr
- 9. März: Baron-Bliss-Tag (National Heroes and Benefactors Day)[59]
- Karfreitag
- Ostermontag
- 1. Mai: Tag der Arbeit
- 21. Mai: Commonwealth-Tag
- 10. September: St. George’s Caye-Tag
- 21. September: Nationalfeiertag (Unabhängigkeitstag)
- um den 12. Oktober: Kolumbus-Tag, nicht zu verwechseln mit dem Pan American Day
- 19. November: Garifuna-Tag (Garifuna Settlement Day)
- 25./26. Dezember: Weihnachten (Christmas Day, Boxing Day)